# Geert Jan Hamilton
Gerardus Johannes Augustinus (Geert Jan) Hamilton (Nijmegen, 14 april 1952) is een Nederlands jurist. Hij was van 1 september 2006 tot 1 oktober 2018 griffier van de Eerste Kamer der Staten-Generaal. Hij was ook griffier van de Verenigde Vergadering der Staten-Generaal. Hij gaf leiding aan de ambtelijke organisatie die de Eerste Kamer ondersteunt. Op 14 oktober 2014 werd hij in Genève gekozen tot vicepresident van de Association of Secretaries General of Parliaments (ASGP), de wereldorganisatie van griffiers van nationale parlementen die gelieerd is aan de Interparlementaire Unie. Van mei tot oktober 2017 was hij waarnemend president van de ASGP.
Van 8 december 2022 tot 19 december 2023 was hij waarnemend griffier van de Tweede Kamer. Sinds 1 januari 2024 is hij adviseur integriteit van de Tweede Kamer.

## Loopbaan en werk
Na een gymnasiumopleiding aan het Bisschoppelijk College in Roermond en een verblijf in de Verenigde Staten studeerde Hamilton rechten aan de Erasmus Universiteit Rotterdam. 
Vanaf 1975 was hij enige jaren als wetenschappelijk medewerker werkzaam bij de juridische faculteit van de Universiteit Leiden. Van 1980 tot 1999 was hij verbonden aan de Vereniging van Nederlandse Ziekenfondsen en Zorgverzekeraars Nederland. Tien jaar was hij lid van de Ziekenfondsraad. Hij is gespecialiseerd in het gezondheidsrecht. Hij was van 1990 tot 2008 lid van de redactie van het Tijdschrift voor Gezondheidsrecht. Ook was hij medeoprichter en hoofdredacteur van het tijdschrift Zorg en Financiering. Hij hield zich bezig met Europese en internationale aspecten van gezondheidszorg en zorgverzekering. In 1993-1994 was hij voorzitter van de Bijzondere Euregionale Commissie Grensoverschrijdende Zorg in de Euregio Maas-Rijn. Het rapport van deze commissie, Zorg dichtbij, ook over grens, gaf de stoot tot grensoverschrijdende samenwerking op velerlei terreinen van de gezondheidszorg in de euregio. Van 1993 tot 1999 was hij voorzitter van de Association Internationale de la Mutualité, de internationale organisatie van sociale ziektekostenverzekeraars, gevestigd te Brussel. Voor Aruba ontwierp hij de Landsverordening Algemene Ziektekosten Verzekering.
In de jaren negentig bepleitte hij voor Nederland de totstandkoming van een verplichte zorgverzekering op privaatrechtelijke grondslag, als aanloop naar een Europese interne markt van op solidariteit gebaseerde zorgverzekeringen. Van 1999 tot 2006 was hij directeur Wetgeving en Juridische Zaken van het ministerie van Volksgezondheid, Welzijn en Sport. In die functie was hij nauw betrokken bij de hervorming van het zorgstelsel, waaronder de invoering van de nieuwe zorgverzekering, die tijdens het kabinet-Balkenende II gestalte kreeg.
Onder zijn aansturing als griffier werd de Eerste Kamer in 2011 het eerste parlementaire huis in de wereld dat overging op volledige digitalisering van vergaderstukken. Senatoren vergaderen sindsdien plenair en in commissies met behulp van tablets (iPads). Hij hield zich voorts onder meer bezig met wetgevingskwaliteit, parlementaire diplomatie en versterking van de rol van de Eerste Kamer bij de voorbereiding van regelgeving van de Europese Unie en de Raad van Europa. Als griffier van de Verenigde Vergadering der Staten-Generaal was hij ambtelijk eerstverantwoordelijk voor de organisatie van de Verenigde Vergadering op 30 april 2013 in de Nieuwe Kerk in Amsterdam, waarin koning Willem-Alexander werd beëdigd en ingehuldigd.
Van 2017 tot 2024 was Hamilton secretaris van het Nationaal Rampenfonds. In die functie speelde hij een leidende rol bij de nationale inzamelingsactie na de overstromingsramp in Limburg in juli 2021 en de besteding van de opbrengst (11,8 miljoen euro) ten gunste van gedupeerden.
Na het plotselinge aftreden van griffier Simone Roos en de overige leden van het managementteam van de ambtelijke organisatie benoemde de Tweede Kamer der Staten-Generaal hem op 8 december 2022 tot waarnemend griffier. Bijzondere aandachtspunten in zijn griffiersperiode waren (sociale) veiligheid, goede omgangsvormen en good governance. Op 19 december 2023 werd hij opgevolgd door Peter Oskam. Op 21 december 2023 benoemde het Presidium van de Tweede Kamer Hamilton tot onafhankelijk adviseur integriteit voor leden van de Tweede Kamer.

## Onderscheidingen
Hamilton is erevoorzitter van de Association Internationale de la Mutualité en erelid van de Association of Secretaries General of Parliaments. Bij zijn afscheid van de Eerste Kamer in 2018 werd hij gedecoreerd als officier in de Orde van Oranje Nassau.

## Enige publicaties
- Een zorgverzekering voor iedereen, Zorgverzekeringswet en Wet op de zorgtoeslag, ISBN 90 013030076, Kluwer, Deventer, 2005
- Die Niederländische Gesundheitsreform 2006 - Ein Modell für Deutschland?, Recht und Politik im Gesundheitswesen, 2006, nr. 1, p. 3-12
- Privatrechtliche Organisation der gesetzlichen Krankenkassen, Reformperspektiven für Deutschland, Erfahrungen aus den Niederlanden, met Eberhard Wille, ISBN 978-3-8329-7635-4, Nomos Verlagsgesellschaft, Baden Baden, 2012

- Parlement.com: vhc11fwxywt8